# Route nationale 117
Die Route nationale 117, kurz N 117 oder RN 117, war eine französische Nationalstraße.

## Geschichte
Die Nationalstraße wurde 1824 zwischen Perpignan-Le Vernet und Bayonne festgelegt. Sie geht auf die Route impériale 137 zurück. Ihre Länge betrug 434 Kilometer. Sie durchquert im Ost-West-Verlauf komplett die Pyrenäen. 1973 wurde der Abschnitt zwischen Perpignan und Saint-Martory abgestuft und der Abschnitt nach Portet-sur-Garonne der Nationalstraße 125 übernommen:
- N 117 Bayonne–Saint-Martory
- N 125 Saint-Martory–Portet-sur-Garonne

Die von der N 125 übernommene Trasse war schon teilweise als Schnellstraße ausgebaut und wurde im Laufe der Zeit weiter ausgebaut. Ab 1989 wurden die Schnellstraßenabschnitte in die Autobahn 64 integriert. Bei Perpignan ist die ursprüngliche Trasse der N 117 von einem Flugplatz unterbrochen. Eine östliche Straße umläuft diesen.

## Seitenäste

### N 117a
Die Route nationale 117A, kurz N 117A oder RN 117A, war von 1933 bis 1973 ein Seitenast der N 117 innerhalb von Tarbes, der parallel zu dieser die Bahntrasse durch Tarbes unterquerte.